# کورتلند (آلاباما)
کورتلند (به انگلیسی: Courtland) شهری در شهرستان لاورنس ایالت آلاباما است که مساحت آن ۷٫۶۱ کیلومتر مربع است و در سرشماری سال ۲۰۱۰ میلادی، ۶۰۹ نفر جمعیت داشته و تراکم جمعیتی آن، ۸۰٫۰۳ نفر در هر کیلومتر مربع بوده است.